# House of Cards (cançó)
"House of Cards" fou llançat al juny de 2008 com a senzill promocional de l'àlbum In Rainbows junt amb "Bodysnatchers".
El videoclip fou realitzat per James Frost i Aaron Koblin amb imatges renderitzades de la cara de Thom Yorke mesclades amb imatges d'altres persones, paisatges de suburbis urbans i gent anant a una festa. Les dades utilitzades per fer el videoclip foren publicades com a codi obert sota llicència Creative Commoncs i disponible a Google Code.
El músic Solarstone va incloure una remescla de la cançó en la sessió que va realitzar en el programa musical Tiësto's Club Life i fou publicada el 25 d'abril de 2008 (Club Life 056).
El senzill fou candidat a tres premis Grammy de l'any 2009 en les categories de millor actuació de rock per duet o grup musical vocal, millor cançó de rock i millor videoclip de format curt.

## Llista de cançons
Promo CD
1. "House of Cards" (Edició ràdio) – 4:35
2. "Bodysnatchers" – 4:01